# Danielle Scott-Arruda
Danielle Raquel Scott-Arruda, född 1 oktober 1972 i Baton Rouge, är en amerikansk volleybollspelare. Hon blev olympisk silvermedaljör i volleyboll vid sommarspelen 2008 i Peking.